# Kara no Kyoukai
Kara no Kyoukai (яп. 空の境界 Кара но Кё:кай, «Граница пустоты») — ранобэ авторства Киноко Насу, написанное им до основания компании Type-Moon в 1998 году и опубликованное на персональной странице сайта любительских работ «такэбоки». В 2001 году произведение было выпущено как додзинси, выполненное в двух томах с иллюстрациями Такаси Такэути, уже в рамках продукции Type-Moon. В 2004 году состоялось профессиональное переиздание компанией Kodansha. Роман повествует о расследовании серии мистических событий, происходящих в японском городе Мифунэ, сотрудниками магической фирмы Garan no Dou.
В 2002 году звукозаписывающей компанией Magic Cage был осуществлён выпуск одноимённой радиопостановки. С 2007 по 2009 год студией ufotable выпускалась в прокат серия из семи анимационных фильмов, спродюсированных Хикару Кондо и Ацухиро Иваками. Музыкальное сопровождение фильмов было выполнено Юки Кадзиурой, сформировавшей специально для исполнения закрывающих композиций Kara no Kyoukai группу Kalafina.
В 2008 и 2013 году Киноко Насу в качестве материалов для промоакций экранизации романа были изданы две дополнительные главы, первая из которых получила в 2013 году собственную экранизацию студией ufotable. Также в 2013 году с 6 июля по 28 сентября на различных телеканалах Японии была продемонстрирована телевизионная версия основной серии фильмов, составившая аниме-сериал из 13 серий.

## Сюжет
События романа разворачиваются в 1998 году в японском городе Мифунэ (яп. 観布). Спустя два года нахождения в коме, вызванной последствиями дорожно-транспортного происшествия, девушка Сики Рёги приходит в сознание, и обнаруживает у себя способность «мистических глаз восприятия смерти» (яп. 直死の魔眼 тёкуси но маган) — возможность видеть «смерть» любой сущности в форме линий и точек. Любой разрез, проведённый по таким линиям, приводит к безвозвратному уничтожению сущности предмета. После установления контроля над своей способностью Сики устраивается на работу в фирму Garan no Dou, где занимается расследованием различных мистических событий, происходящих в Мифунэ, и пытается найти смысл собственного существования.
Произведение построено из отдельных глав, каждая из которых содержит собственную сюжетную линию и различных антагонистов. В ходе расследования выясняется, что за каждым из противников Сики стоял маг Сорэн Арая (яп. 荒耶宗蓮 Арая Со:рэн), подтолкнувший этих людей к совершению преступлений. Главной целью Сорэна Арая являлось достижение «Спирали Истока» (яп. 根源の渦 Конгэн но Удзу) — силы, находящейся в центре всех измерений мира и являющейся безграничным источником магической энергии, способным выполнить любое желание мага. Ради этого Арая соорудил в Мифунэ экспериментальный жилой комплекс, населил его подопытными людьми, после чего убил и подменил их копиями с запрограммированным разумом. Одной из таких копий — юноше Томоэ Эндзё (яп. 臙条巴 Эндзё: Томоэ) — было сделано внушение об убийстве им собственных родителей, после чего тот был отпущен за пределы комплекса. Обеспокоенный отсутствием реакции полиции на якобы совершённое им преступление Томоэ бессознательно привлекает к расследованию Сики Рёги, которая после изучения комплекса сталкивается с Арая и узнаёт, что её способность мистических глаз является последней целью мага, поскольку они являются одним из проявлений Спирали Истока в реальном мире. В ходе битвы с сотрудниками фирмы Garan no Dou Сорэн Арая терпит поражение, что однако не прекращает серию преступлений в городе. Последним противником Сики становится её отвергнутый поклонник — Лио Сирадзуми (яп. 白純里緒 Сирадзуми Лио), ставший из-за отказа возлюбленной с помощью Сорэна Арая серийным убийцей и постепенно сходящий с ума.

### Главные герои

Главные герои ранобэ (дизайн 2001 года): вверху слева направо — Адзака и Микия Кокуто, Токо Аодзаки, внизу — Сики Рёги.

Сики Рёги (яп. 両儀式 Рё:ги Сики) — главная героиня, испытывающая подсознательное желание убийства. Единственным близким к Сики человеком является её бывший одноклассник Микия Кокуто. В школьные годы внутри Сики существовало две разных личности — женская «Сики» (яп. 式) и мужская «СИКИ» (яп. 織), находившихся во внутреннем конфликте, что выразилось в непрерывном подавлении мужского начала, которое, как считала Сики, «не знало ничего кроме убийства». За два года до описываемых событий Сики попала в аварию, пытаясь покончить с собой после нападения на Микию Кокуто, и утратила мужскую часть личности. В сражении с Лио Сирадзунэ впервые осознанно и напрямую совершает убийство противника, чего ранее избегала из-за влияния Микии.
Сэйю: Маая Сакамото (фильм), Томоко Каваками (радиопостановка).
Микия Кокуто (яп. 黒桐幹也 Кокуто: Микия) — друг Сики, влюблённый в неё со старшей школы. Во время нахождения Сики в коматозном состоянии ухаживал за ней в течение двух лет. Устроился сотрудником в фирму Токо Аодзаки, где занимается аналитической обработкой информации. Противодействовал внутренним порывам Сики к убийству. После окончания событий романа женился на Сики.
Сэйю: Кэнъити Судзумура (фильм), Кэнтаро Ито (радиопостановка).
Токо Аодзаки (яп. 蒼崎橙子 Аодзаки То:ко) — маг, специализирующийся на создании марионеток. Обучалась в магической академии при Ассоциации магов (яп. 魔術協会 Мадзюцу Кё:кай) в Лондоне вместе с Сорэном Арая. Является главой фирмы Garan no Dou (яп. 伽藍の堂). Сразу после выхода Сики из комы помогала ей обучиться контролю над мистическими глазами.
Сэйю: Такако Хонда (фильм), Кикуко Иноуэ (радиопостановка).
Адзака Кокуто (яп. 黒桐鮮花 Кокуто: Адзака) — младшая сестра Микии. Несмотря на кровное родство, с детства влюблена в Микию и ревнует его к Сики. Проходит обучение магии у Токо Аодзаки, а основное образование получает в женской академии Рэйен (яп. 礼園女学院 Рэиэн Дзёгакуин). В общежитии академии проживает в одной комнате с предсказательницей будущего Сидзунэ Сэо (яп. 瀬尾静音 Сэо Сидзунэ). Обладает способностью вызывать воспламенение с помощью магии.
Сэйю: Аюми Фудзимура (фильм), Юкари Тамура (радиопостановка).

## История создания
В середине 1990-х годов будущий основатель и главный сценарист компании Type-Moon Киноко Насу был офисным работником, чьим хобби являлось написание рассказов и сценариев игр в жанре фэнтези. Уже к двадцати годам Насу отсылал свои произведения в различные издательства, но повсеместно получал отказ, из-за чего в дальнейшем принял решение писать исключительно для удовольствия и испытывал неуверенность в качестве собственного творчества. В 1996 году он написал текст Mahoutsukai no Yoru, где впервые представил основы магического мира, в дальнейшем ставшего базисом для своих последующих работ: Kara no Kyoukai, Tsukihime и Fate/stay night. Одним из немногих людей, знакомых с текстами Насу, был его близкий друг, в то время сотрудник компании Compile и начинающий мангака, Такаси Такэути, который во всём поддерживал его начинания и советовал продолжать попытки создания новых работ. Как позже отмечал Насу, из-за позиции своего друга ему пришлось «поверить в человека, в которого верил Такэути».

Принцип «Тайцзи» был положен Киноко Насу в основу разделения личности Сики Рёги.

В 1998 году в возрасте двадцати пяти лет Насу осознал, что хочет написать роман, исходя из своего жизненного и писательского опыта, где он мог бы объединить идеи своих предыдущих работ с космогенезом китайской философии. В тот момент автор, по его словам, испытывал отторжение к социуму и существовавшей индустрии развлечений, что стало дополнительной мотивацией к созданию произведения. Приступив к работе, Насу выбрал в качестве основной темы сюжета историю человека, ощущающего внутреннюю пустоту, что являлось отражением его собственного эго того времени. После этого он разбил эту концепцию на пять отдельных аспектов, каждый из которых стал центральной частью одной из пяти глав будущего романа, представлявших собой самостоятельные истории. Построение произведения было выполнено не в хронологическом порядке для того, чтобы читатель текста мог делать предположения о смысле отдельных увиденных элементов фабулы и символов, полное значение которых можно было осознать лишь в финале романа. Сам же финал был придуман ещё на начальном этапе работы, поскольку Насу считал, что, не имея должного окончания сюжета, за него не следовало и приниматься. В представлении автора образ Микии Кокуто являлся отображением его собственных идеалов, ценностей и представлений о жизни, однако Насу с сожалением отмечал, что не может жить подобно собственному герою.
Во время написания романа Насу был сосредоточен преимущественно на смысловом наполнении текста и уделял его стилистическим и художественным качествам существенно меньшее внимание. Изначально он планировал сделать пятую главу, содержащую кульминацию с главным антагонистом всего произведения — Сорэном Арая, самой короткой среди предыдущих, поскольку не хотел чрезмерно описывать сцену финального сражения. Тем не менее, именно эта глава в итоге стала наиболее длинной во всём романе, поскольку Насу решил включить многочисленные диалоги, способствовавшие, по его мнению, дополнительному раскрытию образа Сорэна Арая.

## Издания
В октябре 1998 года пять глав романа, получившего название Kara no Kyoukai, были окончены и выложены в свободном доступе на персональной странице Насу «такэбоки» (яп. 竹箒 такэбо:ки) на сайте додзинси-работ. Вскоре после этого автор решил оформить финал сюжетной линии Сики Рёги и Микии Кокуто и создал две дополнительные главы, в 1999 году также опубликованные на этом сайте. Насу и Такэути, сформировавшие к тому времени додзин-кружок Type-Moon, решили представить две финальные главы романа на 56-й ярмарке Комикет в виде тиража из 500 экземпляров. Для оформления тома в стандартах ранобэ-изданий Насу произвёл вычитку и сокращение отдельных частей текста, чтобы уложиться в 200 страниц бумажного формата B5, а после ежедневно по одному часу в течение двух недель занимался копированием манускрипта в ближайшем магазине. Однако на самом Комикете Kara no Kyoukai, как и другая продукция Type-Moon, на тот момент не заинтересовал потребителей.
На фоне успеха нового продукта Type-Moon — визуального романа Tsukihime — в 2001 году первые четыре главы Kara no Kyokai были размещены в качестве бонуса к Tsukihime Plus-Disc, а в декабре того же года были изданы в двух томах как додзинси, благодаря чему стали известны широкой публике. 8 июня 2004 года состоялось коммерческое издание романа от Kodansha, причём все 5000 копий ограниченной серии были реализованы в первый же день продаж, а совокупное количество проданных экземпляров романа превысило 500 тысяч копий. В 2007 году к выходу фильма состоялось переиздание ранобэ в трёхтомном формате. В 2018 году к двадцатилетию романа был произведён новый ограниченный тираж, в состав которого были включены и дополнительные главы, ранее не публиковавшиеся с основной серией.
В 2009 году компания Del Rey Manga анонсировала публикацию романа на английском языке, однако в 2010 году издательство прекратило своё существование, так и не начав выпуск. В 2017—2018 году издательством Kotori было осуществлено издание Kara no Kyokai на польском языке.
С 15 сентября 2010 года в онлайн-журнале Saizensen начался выпуск манга-адаптации романа в формате веб-комикса, получившего название Kara no Kyoukai the Garden of sinners, от мангаки Суфиа Тэнку под редакцией Насу и Такэути. С 2011 года стало осуществляться и печатное издание манги в журнале Hoshizawa COMICS.

## Анимационные фильмы

### Концепция и создание
Идея создания экранизации ранобэ принадлежала продюсеру компании Aniplex Ацухиро Иваками, изначально намеревавшегося заняться выпуском сериала по визуальному роману Tsukihime, но в 2003 году его опередила студия J.C. Staff, создавшая Shingetsutan Tsukihime. В 2005 году Иваками принял решение попытаться сделать аниме-адаптацию Kara no Kyoukai. На роль исполнителя им была выбрана небольшая студия ufotable, так как Иваками заинтересовала последняя их работа — Futakoi Alternative, и продюсер вышел на контакт с главой студии Хикару Кондо. Со своей стороны Кондо дал согласие на подобный проект, однако не был уверен, в том получат ли они разрешение на экранизацию от Type-Moon, и запросил от Иваками подыскать альтернативный вариант на случай отказа. После выработки концепта Иваками отправился с предложением к продюсеру издательства Kodansha Кацуси Оте.
Как вспоминал Киноко Насу, в то время к нему уже обращались различные студии с запросами об адаптации ранобэ, но поскольку, по его мнению, зрителю было бы невозможно воспринять авторский замысел исходного произведения в рамках жёсткого формата телесериала, то он отвергал все предложения. В 2006 году Кацуси Ота передал сценаристу Type-Moon идею Иваками о создании экранизации в виде серии фильмов по отдельным главам романа. После рассуждений Насу пришёл к выводу, что уже сам факт похода будущего зрителя в кинотеатр увеличивал его концентрацию во время просмотра, что могло поспособствовать лучшему усвоению деталей сюжета, и дал своё согласие на начало работ.
Во ходе утверждения общего бюджета картины с Aniplex было решено остановиться на формате из семи фильмов с общим хронометражем 420 минут (впоследствии он был увеличен до 500 минут). Для стимулирования зрительского интереса к серии было решено выпускать новые части с относительно короткими интервалами (около четырёх месяцев), а также проводить промоакции с распространением различной продукции по Kara no Kyoukai. В середине 2000-х годов в аниме-индустрии начали массово появляться различные новшества, связанные с внедрением компьютерной постобработки, цифровой съёмки и HD формата, что существенно отличалось от принятой на студии ufotable ориентации на DLP технологию визуального вывода. По этой причине Кондо решил освоить эти технологии в рамках нового проекта и воспринял адаптацию Kara no Kyoukai как экспериментальную работу, в которой планировал задействовать большую часть персонала студии. На роль сценариста был назначен Масаки Хирамацу, должности режиссёров-постановщиков были распределены среди всех сотрудников, обладавших подобной квалификацией Эй Аоки, Такаюки Хирао, Такахиро Миуру и других), а проработка художественного оформления была доверена Такуя Нонаке. Также была создана дополнительная должность оператора, ответственного за создание максимально реалистичных деталей изображения (таких как, предотвращение одноцветности различных текстур, проекций на них фонов и отражений и так далее), на которую был утверждён Юити Тэрао. В дальнейшем Тэрао отмечал, что наиболее сложной частью его работы стала передача металлического блеска ножа, а ряд других элементов (визуальные эффекты каплей дождя и крови) изначально создавались с пониманием, что публика в кинотеатрах не сможет по-настоящему даже оценить подобные детали. Для выполнения компьютерной части постпроизводства картины студия обращалась к компании Sony PCL.

Эскизы Такаси Такэути с изменением дизайна Токо Аодзаки для аниме-адаптации (2007 год).

Ещё на стадии планирования серии студией ufotable было принято решение о выпуске фильмов в порядке глав ранобэ, а не в хронологическом, как советовал им Киноко Насу. Это было сделано, поскольку Масаки Хирамацу хотел подчеркнуть таким образом атмосферу произведения, «наполненную недосказанностью и загадками». Также для подготовки первого фильма Насу предложил частично переписать первую главу ранобэ, поскольку считал её наименее удачной во всём романе и достаточно сумбурной, однако и эта идея была оставлена сценаристом серии без внимания. Как отмечал Эй Аоки, во время проработки сценария из текста романа были выделены ключевые сюжетные линии персонажей, а побочная часть фабулы преимущественно сокращалась в угоду жёстким рамкам хронометража. Тем не менее, студия не решилась удалить часть подобных сцен из-за важности передаваемого через поведение персонажей элементов их художественного образа, хотя такие действия и приводили к существенному увеличению продолжительности сцен по сравнению с запланированным. Также сокращению было подвергнуто подробное описание элементов сеттинга магического мира, поскольку попытки их адаптации в виде продолжительных монологов приводили бы, по мнению режиссёрского состава, к потере зрительского интереса сцен. Вместо этого Хикару Кондо было решено сделать акцент на этих деталях через визуальный ряд, а часть из них, требовавших углублённого понимания аудиторией сюжета, вырезать. Хирамацу также отмечал, что опыт работы над Kara no Kyoukai разительно отличался от прежней направленности студии ufotable и потребовал от него отойти от собственного стиля изложения и приблизиться по манере к Киноко Насу, с которым происходило согласование сценария каждого фильма. Сам же Насу впоследствии признался, что не мог воспринимать эту адаптацию как своё исходное произведение, и хотя признавал качество работы ufotable, но после знакомства с первым фильмом пришёл к выводу, что ранобэ не подлежало экранизации вовсе.
Работа над движениями персонажей проводилась так, чтобы избежать возможного гротеска отдельных эпизодов. В частности, сцены сражений предварительно выполнялись командой аниматоров в нескольких вариантах раскадровки, которые в дальнейшем окончательно утверждались Хикару Кондо. Дизайн персонажей также был подвергнут студией пересмотру по сравнению с версией ранобэ. Иллюстратор Type-Moon Такаси Такэути согласился с требованиями ufotable и произвёл уточнение деталей костюмов и причёсок персонажей, а также полностью переработал внешность героини Токо Аодзаки. В ходе проработки предварительного сценария было принято решение о демонстрации сцен сексуального насилия, невзирая на повышение из-за этого возрастного рейтинга фильма по оценке EOCS.
Наиболее сложным образом персонажа для постановки отдельных сцен по мнению сценариста картины стал Микия Кокуто, а также дифференциация поведения мужской и женской личности Сики Рёги. Приоритет в выборе сэйю для озвучивания был также предоставлен самой студии, из-за чего на роли был утверждён практически полностью новый состав актёров по сравнению с радиопостановкой 2002 года. Единственным исключением стал исполнитель роли Сорэна Арая — Дзёдзи Наката, чей голос, по мнению работников ufotable, очень хорошо подходил для образов антагонистов произведений Киноко Насу. На роль Сики Рёги была утверждена Маая Сакамото, поскольку она в отличие от Томоко Каваками, озвучивавшей героиню в радиопостановке, обладала более низким тембром, что по мнению режиссёров более подходило для кинематографического показа. При выборе актрисы на роль Адзаки Кокуто комиссия столкнулась с дилеммой между демонстрацией яркости персонажа и необходимостью изменения характера героини под общую атмосферу фильма. В итоге, выбор студии пал на последнее, и роль досталась Аюми Фудзимуре.

### Выпуск
Премьерный показ первого фильма состоялся 1 декабря 2007 года в кинотеатре токийского района Синдзюку. Ацухиро Иваками изначально считал, что работа не будет пользоваться большой популярностью, и потому организовал показы на ограниченном числе площадок, предполагая, что зрителями данной франшизы станут лишь знакомые с оригинальным произведением фанаты. Однако уже спустя несколько дней после начала проката число кинотеатров, где демонстрировалась картина было увеличено по причине большого ажиотажа среди посетителей, выкупавших все билеты, в том числе и на утренние сеансы. Несмотря на то, что изначально прокат первого фильма был рассчитан всего на четыре недели, с 26 января по 8 февраля 2008 года компанией Aniplex вместе с выходом уже третьей части серии были организованы дополнительные сеансы по выпущенным ранее фильмам. В дальнейшем демонстрация фильмов осуществлялась на более чем 40 площадках по всей территории Японии. Заключительный фильм основной серии был выпущен 8 августа 2009 года, а перед его показом 14 марта состоялся выпуск 60 минутной нарезки первых шести частей, упорядоченных по хронологии, под названием Remix -Gate of seventh heaven-.
По итогам проката всех фильмов их аудитория составила около 262 тысяч человек, а доход от кассовых сборов — 306 миллионов иен. Также было продано более 700 тысяч копий издания фильмов на DVD, причём в 2008 году продукция Kara no Kyokai оказывалась второй по объёму продаж среди всей аниме-продукции, уступив лишь фильму «Евангелион 1.11: Ты (не) один». В 2009 году вместе с сериалом Bakemonogatari продажи Kara no Kyokai позволили компании Aniplex выйти на третье место по продажам за год среди всех дистрибьюторов Японии. 2 февраля 2011 года состоялся выпуск издания фильмов на Blu-ray Disc, содержавший в качестве дополнительного материала OVA-серию, представлявшую собой эпилог истории. В первую неделю продаж было реализовано 25 тысяч копий. В 2013 году вместе с выходом фильма по дополнительной главе Mirai Fukuin состоялся дополнительный прокат обновлённой первой части серии — Fukan Fuukei, выполненной в 3D-формате, в дополнение к которой демонстрировалась экранизация ёнкомы Fate/Zero Café. Также в 2013 году с 6 июля по 28 сентября на телеканалах Tokyo MX, Nippon BS Broadcasting, ABS, Niconico, Bandai Channel и Animax демонстрировалась телевизионная версия фильмов.
За пределами Японии фильмы, начиная с пятого, находились в прокате на территории Северной Америки, организованным местным отделением Aniplex. Для распространения на различных носителях серия была лицензирована компанией Madman Entertainment в Австралии, MVM Films — в Великобритании и Ирландии, Anime Virtual — в Германии и Швейцарии, Kazé — во Франции.

## Дополнительные главы
После начала выхода фильмов Такаси Такэути, ставший генеральным директором Type-Moon, выдвинул Киноко Насу требование написать небольшой сиквел истории Kara no Kyoukai для летнего Комикета 2008 года. Поскольку Насу считал основную сюжетную линию романа полностью завершённой, он ответил на это предложение отказом, сославшись на то, что для него это стало бы «попыткой оживления трупа или создания чудовища Франкенштейна». Тем не менее, после уговоров Такэути, настоявшего на обязательствах автора перед поклонниками, Насу дал согласие на создание главы-дополнения к оригинальному произведению.
Наиболее продолжительным этапом работ над новым текстом стала проработка побочной сюжетной линии, которая должна была быть прочно увязана с уже изложенным сеттингом ранобэ. В качестве завязки был выбран кратко упоминавшийся ранее персонаж Сидзунэ Сэо, обладавший способностью предвидения, благодаря чему и вся новая глава получила название «Mirai Fukuin» (яп. 未来福音 Мираи Фукуин, «Евангелие будущего»). Также в числе целей работы Насу поставил перед собой показать развитие отношений между Сики Рёги и Микией Кокуто спустя десятилетие после окончания основного сюжета. После просмотра серии фильмов автор принял решение написать текст с более простым строением предложений для лучшего восприятия его читателями. Выбор главного антагониста арки был сделан в пользу персонажа, обладавшего реалистичными способностями и синдромом саванта, дабы не придавать истории излишнего драматизма. Ознакомившись с черновым манускриптом, Такаси Такэути изъявил желание создать на базе данной главы собственную додзинси-мангу Mirai Fukuin — Extra Chorus, которая была подготовлена в виде трёх коротких глав к следующему Комикету.
В 2012 году после окончания работ студии ufotable над Fate/Zero Ацухиро Иваками выступил с предложением экранизации Mirai Fukuin, которое было поддержано главой студии Хикару Кондо. На должность режиссёра картины был утверждён Томонори Судо, а роль сценариста досталась Акире Хияме. В качестве дополнения к фильму продюсерами также было принято решение об адаптации и манги Такэути, которая была доверена Эй Аоки. На сей раз уже Такэути решил выступить против начала работ, поскольку первоначально совершенно не рассматривал перевода своего любительского творения в формат фильма. Однако Насу напомнил главе компании, каким именно образом тот сумел убедить его несколько лет назад приступить к работе над Mirai Fukuin, и уверил Такэути, что «настал и его черёд оправдывать ожидания фанатов». 8 августа того же года о предстоящей экранизации было сообщено публике.
Режиссёр-постановщик Эй Аоки, который выступал в этой же должности во время съёмок первого фильма серии, признавался, что если бы имел на момент создания Fukan Fuukei сценарий Mirai Fukuin, то не подверг бы часть содержимого сокращению, поскольку эта глава содержала в себе ряд деталей, связывавшей её с поздней работой Насу. Также режиссёры отметили, что новая глава разительно отличалась от первоисточника с точки зрения текста, что говорило о трансформации стиля Киноко Насу за десятилетие. Эй Аоки для адаптации манги Такэути специально переписал диалоги персонажей для большего соответствия манере речи героев оригинала. Дизайн всех новых персонажей предварительно утверждался Такэути и затем обрабатывался художниками студии. Также аниматоры отмечали, что понимание стилистики работ Type-Moon пришло к ним лишь после адаптации Fate/Zero. По словам Томонори Судо, для которого эта работа стала первой в должности режиссёра-постановщика, производство его фильма выбилось из запланированного графика, из-за чего руководство ufotable было вынуждено подключить Такую Нонаку с его подчинёнными и оставить за Судо общее руководство процессом и создание раскадровки.
Сам Насу в 2013 году также получил задание от Хикару Кондо написать что-то новое по тематике Kara no Kyoukai для распространения на промоакции во время показа нового фильма. Насу сразу же отказался выполнять это поручение, поскольку считал, что в отличие от вселенной Fate история Kara no Kyoukai не подлежала расширению. Тем не менее Такэути вновь удалось убедить его приступить к работе, получившей название Shuumatsu Rokuon. Ещё на стадии проработки сценария к Насу обратились представители Aniplex с требованием в двухнедельный предоставить хотя бы концепт будущей работы, который лёг бы в основу ещё одной экранизации. Насу не смог выполнить эту задачу к поставленному времени, что привело к полной отмене планов по финансированию проекта экранизаций возможных новых частей ранобэ. Новая глава была подготовлена к выпуску фильма, состоявшегося 28 сентября 2013 года. Киноко Насу отказался от её возможного коммерческого распространения, поскольку расценил новую работу, как не обладающую самостоятельной значимостью в общем сюжете произведения. Сам фильм демонстрировался в кинотеатрах Японии до конца октября и собрал 116,5 миллионов иен кассовых сборов. Выпуск Blu-ray Disc и DVD записей фильма состоялся 19 февраля 2014 года; в первую неделю продаж записи картины стали наиболее продаваемыми среди всей аниме-продукции.

## Музыка и радиопостановки
9 августа 2002 года звукозаписывающей компанией Magic Cage была выпущена радиопостановка Kara no Kyoukai, представлявшая собой версию оригинального романа, расширенного сценаристом студии Гоханом Омори за счёт добавления новых сцен. Роль рассказчика была доверена исполнителю роли Сорэна Арая Дзёдзи Накате. В качестве бонуса к записи постановки на CD-дисках была добавлена брошюра с совместным интервью Киноко Насу и сценариста компании Nitroplus Гэна Уробути.
Роль композитора серии фильмов в конце 2006 года была доверена Юки Кадзиуре, написавшей фоновую дорожку в стиле классического кроссовера. Специально для создания закрывающих композиций фильмов Кадзиурой была организована музыкальная группа Kalafina, семь песен которой, представленные в Kara no Kyoukai («Oblivious», «Kimi ga Hikari ni Kaete Iku», «Kizuato», «Aria», «Sprinter», «Fairytale» и «Seventh Heaven»), составили основу их дебютного альбома Seventh Heaven, выпущенного 4 марта 2009 года. В 2013 году Кадзиура и Kalafina поучаствовали и в создании экранизации Mirai Fukuin, записав песни «Alleluia» и «dolce», выпущенные в том же году в виде синглов.
К началу проката основной серии фильмов 27 ноября 2007 года на интернет-станции Animate Times было организовано вещание новой радиопостановки Kara no Kyoukai с постоянной ведущей Аюми Фудзимурой (Адзака Кокуто), принимавшей в качестве гостей передачи других сэйю экранизации. Радиопостановка состояла из трёх частей: «the Garden of listeners», «the Garden of wanderers» и «the Garden of tellers», насчитывавших 7, 22 и 7 выпусков, соответственно, и продолжавшихся до 27 октября 2009 года. Впоследствии записи передачи также были выпущены на CD-дисках.

## Критика

### Строение и сюжет
Издание романа и сюжет произведения получили положительные оценки рецензентов. Так обозреватель портала tanuki.pl отмечал, что Kara no Kyoukai достаточно сильно отличается от среднего представителя книжной продукции формата ранобэ. В частности, количество иллюстраций в издании сведено к минимуму и сопровождало лишь титульные страницы глав; текст произведения не изобиловал повторами важных для понимания сюжета аспектов и написан достаточно сложным и богатым языком. Всё это, в понимании критика, приближало Kara no Kyoukai к роману в классическом смысле и требовало от читателя усидчивого погружения в детали повествования.
Несмотря на нехронологический порядок глав обозреватели отмечали, что он не вносит запутанности в восприятии фабулы аудиторией, а, по мнению рецензента The Fandom Post Криса Бевериджа, напротив, преподносил каждый аспект сюжета в нужный момент и позволял читателю самостоятельно делать предположения о разрешении отдельных головоломок. Ряд критиков указывали на возможную трудность понимания первой главы романа из-за сумбурности экспозиции главной сюжетной линии, которая однако разрешалась во второй-третьей главе. Обозреватель tanuki.pl выделял необычные переходы повествования от лица одного персонажа к другому, которые хотя и позволяли взглянуть на описываемые ситуации с различных точек зрения, но несколько разбивали плавность повествования. В научной статье Форреста Гринвуда, исследующей роль бисёдзё-девушек как главных героинь сюжетов, этот аспект в сочетании с многочисленными хронологическими переходами был охарактеризован как сходный с методом изложения визуальных романов, требующего от аудитории самостоятельного погружения в сюжет.
По мнению критика UK Anime Network Роберта Фрейзера контекст произведения был легко понятен для аудитории, знакомой с другими произведениями Киноко Насу, и был наполнен многочисленными отсылками к ним. Также он в качестве достоинства выделял отсутствие жёсткой классовой системы визуального романа Fate/stay night, что делало развитие сюжетных линий непохожим на течение линейных японских ролевых игр. Согласно обозревателю tanuki.pl, фэнтезийная составляющая романа была вписана в реалии города более удачно, чем в прочей продукции Type-Moon. Однако, на взгляд рецензента Anime News Network Габриэллы Икинз, в ряде повседневных сцен персонажи Kara no Kyoukai выглядели менее интересно чем в Fate/stay night из-за более серьёзной атмосферы произведения.
Также отмечался большой символизм отдельных деталей, на первый взгляд выглядевших малозначительными, но способствовавших передаче настроения отдельных сцен и деталей взаимоотношений между героями. По этой причине, а также из-за специфической подачи сюжета, раскрывшей базис центрального конфликта Сики Рёги лишь в финальной главе, критики отмечали, что повторное ознакомление с произведением лишь улучшало их восприятие фабулы как единого целого путём обнаружения всех существующих связей между элементами. По мнению tanuki.pl, это вносило в сюжет «толику сюрреализма, хорошо укладывавшуюся в общую картину». По мнению рецензентов, ранобэ отличалось хорошим созданием саспенса и поддерживало интерес аудитории вплоть до финала, несмотря на практически полное отсутствие юмора и большое количество отчаяния. Сама же развязка была охарактеризована критиками как «последовательная и логичная». Однако дополнительные главы получили низкую оценку от Габриэллы Икинз из-за «скучной подачи сюжета» и «непродуманной диалоговой части», несмотря на «многообещающий образ Сидзунэ Сэо».
Главная же сюжетная линия произведения получила противоречивые оценки. Так по мнению одних рецензентов, работа представляла собой «интересное исследование извращённой морали посредством преступлений», являлась удачным примером «синтеза мистики и философии», а также триллера и тёмного фэнтези. Двойственность личности внутри Сики, по мнению Криса Бевериджа, была представлена весьма убедительно, а, согласно Роберту Фрейзеру, её причина, озвученная в эпилоге, являлась воплощением понятия об эйдосах Платона. Однако Фрейзер также указывал, что финальный антагонизм главной героини с серийным убийцей выглядел достаточно нелепо, по причине очевидного сумасшествия последнего. Это обесценивало моральную дилемму Сики, заставляя её порывы к убийству выглядеть «по-школьному позёрскими», и, по мнению критика, было бы лучше, если бы противник был представлен в виде безгрешного персонажа. Однако им и рецензентом tanuki.pl положительно отмечались выполненный в повествовании переворот «классической системы ценностей, в которой зачастую намерение имеет большую значимость, чем действие» и отсутствие «чёткого разделения между добром и злом», где последние является лишь «результатом человеческих страхов».

### Персонажи
Обозреватели положительно отмечали романтическую линию между Сики Рёги и Микией Кокуто. Габриэлла Икинз расценила её как одну из лучших истории любви в аниме-индустрии, хорошо переданную в деталях поведения персонажей, несмотря на фактически произведённую смену их гендерных ролей. По мнению же Роберта Фрейзера эта линия оказалась излишне затянутой, что во многом было вызвано крайне пассивным поведением Микии Кокуто, выполненным на «уровне главных героев гаремных историй» с «излишне трезвым и скучным мышлением». Также Фрейзер охарактеризовал Микию, как «лишённого характера персонажа» с «внутренней пустотой». В иных рецензиях, тем не менее, Микия Кокуто был назван очень важной для Сики личностью, поскольку являлся «передышкой от вездесущей тьмы» и «якорем на пороге безумия». Немаловажным аспектом, по мнению tanuki.pl, стало отсутствие эротических сцен между главными героями, поскольку это позволило избежать трудного для Киноко Насу их описания, проблемы с которым ярко проявились в текстах его последующих эроге-произведений. Согласно рецензенту Anime News Network Терону Мартину часть диалогов персонажей, в особенности в эпилоге, были затянуты, что также являлось характерной чертой творчества Насу. Однако этот же аспект был расценён tanuki.pl, как дополнительное средство раскрытия образов персонажей через естественные, а не «очередные, характерные для аниме псевдофилософские диалоги». Описание принципов магии, однако, в ряде случаев было выполнено излишне подробно, хотя оно и было чрезвычайно важным с точки зрения дальнейших произведений Насу.
Образ Сики Рёги, согласно Терону Мартину, был представлен в достаточно нешаблонном виде и разительно отличался от цундэрэ-стереотипа, что по мнению других обозревателей являлось «половиной составляющей успеха всего Kara no Kyoukai». В статье Форреста Гринвуда раздвоение личности Сики на «мужскую» и «женскую» половины получило оценку, как оригинальное с точки зрения представлений аниме-индустрии, поскольку именно «мужская» часть характера преимущественно передавала женственность её образа. По мнению Криса Бевериджа и обозревателей tanuki.pl смещение акцента на Адзаку Кокуто в шестой главе связано с необходимостью разрядки атмосферы после кульминации истории с Сорэном Арая и была выполнена Насу лучше, чем история схожей по способностям Акихи Тоно из визуального романа Tsukihime.

### Аниме-адаптация
Работа, выполненная студией ufotable, получила высокую оценку критиков. По мнению Роберта Фрейзера, несмотря на усилия, предпринятые Studio Deen, выпустившей две экранизации визуального романа Fate/stay night, для популяризации продукции Type-Moon на западном рынке, её «наследие было полностью разрушено качеством фильмов от ufotable». Отмечалось, что адаптация Kara no Kyokai стала «первой во вселенной Type-Moon не вызывающей каких-либо нареканий», и, несмотря на выбор малоизвестных на тот момент студии и режиссёров-постановщиков, способствовавшей расширению числа поклонников творчества Киноко Насу.
Визуальная составляющая работы выделялась обозревателями как основа по созданию первичного зрительского интереса, дополняемого в дальнейшем атмосферой и сюжетом первоисточника. В качестве удачного элемента были расценены использованная студией цветовая гамма, подчёркивавшая атмосферу готического романа. Несмотря на небольшое количество и малую продолжительность сцен сражений, они также были признаны критиками по причинам реалистичной постановки движений персонажей, уместно использованным эффектам компьютерной графики, выбранным динамичным планам съёмки, хорошей передаче крови и общей плавностью анимации. Тем не менее, общие планы, согласно Роберту Фрейзеру, были выполнены с нарушением пропорций отдельных объектов. Детализация фоновых изображений выделялась обозревателями, как пример «фотореалистичного пейзажа», выглядевшего «особенно эффектно в лучах заката». Форрест Гринвуд положительно отметил постоянную смену визуального восприятия между видами от третьего и первого лица, одновременно способствовавших восприятию образов Микии Кокуто и Рёги Сики как с позиции стороннего наблюдателя, так и с точки зрения самих героев. Дизайн элементов магии, в особенности фей, был признан выполненным без клишированных представлений и выглядящим весьма оригинально.
Ряд претензий критиков был высказан к дизайну персонажей Такаси Такэути. По мнению Габриэллы Икинз, он был передн ufotable достаточно своеобразно, что говорило на тот момент об отсутствии удачной концепции по его адаптации на экране, появившейся в дальнейшем в ходе экранизаций произведений вселенной Fate. Иные рецензенты выделяли стиль Такэути как один из немногочисленных недостатков работы, поскольку внешность отдельных героев «перемещалась» из одних работ Type-Moon в другие. Наибольшие претензии были высказаны дизайну персонажа Томоэ Эндзё: так Роберт Фрейзер отмечал, что из-за слишком сильного сходства с главным героем Fate/stay night Эмией Сиро ему приходилось ловить себя на мысли, что он ожидал «скорого появления в кадре ещё и Сэйбер с Экскалибуром», что значительно отвлекало от просмотра картины.
Высокой оценки удостоилось и музыкальное сопровождение серии, созданное Юки Кадзиурой, которое, по их мнению, удачно дополняло атмосферу работы. Финальные песни группы Kalafina, представлявшие собой смесь арии, рока и J-pop, были признаны подобранными удачно благодаря точно соответствовавшим тематике текстам.
В итоге, по мнению рецензентов Anime News Network, серия Kara no Kyoukai стала прорывной для студии ufotable, превратившей её в крупного игрока аниме-рынка, и заложившей базис для дальнейшей плодотворной работы (от режиссёрского подхода и цветовой гаммы до музыкального сопровождения) вместе с компанией Type-Moon по экранизациям вселенной Fate.